# إلسا ريهمان
إلسا ريهمان (11 أبريل 1886م-30 مايو 1946م) مهندسة معمارية أمريكية للمناظر الطبيعية، اشتهرت بنهجها البيئي الرائد في تصميم الحدائق. روجت هي وإديث روبرتس للبحث عن الإلهام في المجتمعات النباتية، والتي اعتبرتها ريهمان أساسًا لمعايير التصميم وترجمتها إلى تكوين فني.

## تعليم
ولدت إلسا ريهمان في فورست هيل، نيوارك، نيو جيرسي، في 11 أبريل 1886م. كان والداها المهندس المعماري الألماني كارل وماري ريهمان. حضرت إلسا مدرسة الرسم العامة؛ كانت شقيقتها الكبرى أنطوانيت، خريجة هذه المدرسة، وكان والدها مديرًا للمدرسة من عام 1882م حتى وفاته عام 1906.
كانت نية ريهمان في الأصل أن تصبح كاتبة محترفة، ثم التحقت بكلية ويلز في عام 1904م. وفي عام 1906م، انتقلت إلى كلية بارنارد، حيث درست الهندسة المعمارية والجيولوجيا في العصور الوسطى بالإضافة إلى الفنون الليبرالية المعتادة.
بعد تخرجها من كلية بارنارد عام 1908م، درست ريهمان في مدرسة لوثورب لهندسة المناظر الطبيعية والحدائق والبستنة للنساء. تركت المدرسة في عام 1911م كواحدة من أوائل الخريجين الثمانية.

## أسلوب غاردينيسك
في عام 1911م، بدأت ريهمان العمل كمتدربة في شركات هندسة المناظر الطبيعية. كان أول عمل لها تشارلز إن لوري، الذي ترأس نظام الحدائق في مقاطعة هدسون، وماريان كروجر كوفين، التي تخصصت في الحدائق الفخمة. أثناء عملها كمتدربة، نشرت ريهمان مقالات في المجلات في مجلة جاردن وكاونتري لايف اين أمريكا وهاوس بيوتيفل وباتر هوم أند جاردنز.
أظهر كتابها الأول، المكان الصغير: هندسة المناظر الطبيعية، الذي نُشر عام 1918م، مجموعة متنوعة من التصاميم السكنية التي صنعها مهندسو المناظر الطبيعية الأمريكيون المعاصرون. عكست هذه المنشورات الأفكار البستانية المشتركة في ذلك الوقت.
منذ عام 1919م، كانت ريهمان تمارس عملها الخاص في منزلها. كان معظم عملائها في مقاطعة إسيكس، لكنها صممت أيضًا حدائق في أجزاء أخرى من نيوجيرسي، وكذلك في ديلاوير ونيو إنجلاند ونيويورك وبنسلفانيا. صدر كتاب ريهمان الثاني «صناعة الحدائق» في عام 1926م وتضمن تصميماتها الخاصة، وكذلك بأسلوب الحدائق. وقد تم الإشادة به لقيمته العلمية ونثره الشعري وقابليته للاستيعاب.

## النهج البيئي
غيّر الإرتباط بقسم النبات بكلية فاسار في عشرينيات القرن الماضي فلسفة ريهمان للمناظر الطبيعية. قامت بتدريس زراعة الحدائق هناك من عام 1923م إلى عام 1924م وهندسة المناظر الطبيعية من عام 1925م إلى عام 1927م. وكانت رئيسة القسم إديث روبرتس، وهي رائدة في علم البيئة النباتية.
كان روبرتس يطور مختبرًا نباتيًا خارجيًا لدراسة المجتمعات النباتية في مقاطعة دوتشيس، نيويورك، وبيئاتها الحيوية. طُلب من ريهمان تفسير المعلومات التي تم جمعها هناك من وجهة نظر فنان، بهدف إظهار أن النباتات المحلية يمكن «مزجها في صورة مناظر طبيعية جذابة.»
نشرت ريهمان وروبرتس سلسلة من المقالات بعنوان بيئة النبات في هاوس بيوتيفل في عام 1927م، مشيرين إلى هدفهم للتأكيد على دور النباتات كجزء لا يتجزأ من المناظر الطبيعية وتحديد الخطوط العريضة للتركيبات التي قاموا بها. في محاولة لإثبات كيف يمكن لفهم المجتمعات النباتية أن ينتقل إلى الأراضي والحدائق، وشددوا على دور البيئة في الزراعة الطبيعية.
تم تجميع النتائج التي توصلوا إليها في كتاب النباتات الأمريكية للحدائق الأمريكية، وهو كتاب نُشر عام 1929م. توصلت ريهمان إلى اعتبار المجتمعات النباتية أساسًا لمعايير التصميم وقامت بترجمتها إلى تكوين فني. بالإضافة إلى تركيبات الزراعة الطبيعية، اقترحت ريهمان أيضًا تحديد موقع المبنى وخصائصه. وهكذا، احتل تعرضها للعمارة في الطفولة وميلها المبكر للكتابة مكانة بارزة في كتبها. على الرغم من الترحيب الكبير من قبل المراجعين والخبراء، فإن شركة النباتات الأمريكية للحدائق الأمريكية لم تحقق أي رؤية دائمة.

## آواخر حياتها
تقاعدت إلسا ريهمان من ممارستها في عام 1929م، عندما انتقلت للعيش مع أختها في روكبورت، ماساتشوستس، لكنها شاركت في مدرسة روكبورت الصيفية للرسم والتلوين. أثناء إقامتها في روكبورت، كرست ريهمان وقتها لكتابة الشعر. نُشر مجلد بعنوان القصيدة الأولى في عام 1933م. يوحي مزاج بعض قصائدها بمآسي شخصية، بينما يعكس البعض الآخر روحًا بيئية.
توفيت ريهمان في روكبورت في 30 مايو 1946.